# 嘉友電子
嘉友電子股份有限公司，簡稱嘉友電子（英文：CHIAYO），於1971年在臺灣嘉義市創立，專門設計生產無線麥克風、無線擴音機和其它無線音響系統。

## 企業沿革
1998年，嘉友電子通過ISO 9000國際品質認證。2009年，升級至ISO-9001。2011年，通過ISO 14001環境管理系統與OHSAS 18001安全衛生管理系統國際認證。

## 產品發展
1999年，首創「無線導覽與翻譯裝置」，應用於旅遊導覽與多國語言會議（台灣發明專利第M352198號）。2000年，首創「整合式無線擴音機」，取得台灣第一件無線擴音機新型專利（台灣新型專利第184217號）。
2007年，首創「無線麥克風與接收機之紅外線雙向傳輸鎖定裝置」，接收機與發射器具備雙向自動頻道追鎖的功能（台灣發明專利第I283544號，中國新型專利第ZL200920162980.X號，德國新型專利第20 2007 008 142.1號）。2008年，首創「無線與有線兩用桌上型鵝頸式麥克風」，麥克風可直接發送訊號到接收機或無線擴音機（台灣新式樣專利第D131709號）。
2012年，首創「會議型有線鵝頸式麥克風」，使用國際標準CAT.5e/CAT.6高速網路線進行麥克風單體音訊及電源串接（台灣新型專利第M445315號，台灣設計專利第D152884號，中國新型專利第ZL201220161804.6號，中國外觀設計專利第ZL201230110366.7號，德國新型專利第20 2012 103 922.2號）。2016年，推出「2.4GHz數位無線麥克風」，使用「單接收雙選訊、雙接收單選訊」之接收機切換裝置（台灣新型專利第105202916案號，中國新型專利第201620173263.7案號）。

## 其它
2010年11月英國專業音響雜誌總經理Richard Lawn在參訪嘉友電子的臺灣嘉義市總部後，於2011年3月發表一篇專欄《The Taiwanese tiger》。